# (126444) Wylie
(126444) Wylie est un astéroïde de la ceinture principale.

## Description
(126444) Wylie est un astéroïde de la ceinture principale. Il fut découvert le 7 février 2002 à Kingsnake par John V. McClusky. Il présente une orbite caractérisée par un demi-grand axe de 2,45 UA, une excentricité de 0,09 et une inclinaison de 15,1° par rapport à l'écliptique.

## Compléments